# Argentera
Argentera är en ort och kommun i provinsen Cuneo i regionen Piemonte i Italien. Kommunen hade 77 invånare (2018).